# Bucher Industries
Bucher Industries AG er en multinational schweizisk maskinproducent med hovedkvarter i Niederweningen, Kanton Zürich. I 2018 havde de en omsætning på 3 mia. schweizerfrank og ca. 13.000 ansatte.
Virksomheden blev grundlagt i 1807, da Heinrich Bucher-Weiss (1784–1850) etablerede en smedje i Murzeln i Niederweningen.
De producerer jordbrugsmaskiner, hydraulik og har glasindustri. Deres største datterselskab er Kuhn.